# أوليمبيو سيبريانو
أوليمبيو سيبريانو (بالبرتغالية: Olímpio Cipriano) مواليد 9 أبريل 1982 في لواندا، هو لاعب كرة سلة أنغولي. يحمل الرقم 4. مثّل منتخب بلاده. شارك في دورة الألعاب الأولمبية الصيفية سنة 2004. حقق المركز الأول في بطولة أمم أفريقيا لكرة السلة 2005.

## سجل المنافسة
شارك في المنافسات التالية:
- كأس العالم لكرة السلة 2014
- الألعاب الأولمبية الصيفية 2004
- الألعاب الأولمبية الصيفية 2008

## روابط خارجية
- أوليمبيو سيبريانو على موقع الاتحاد الدولي لكرة السلة (الإنجليزية)
- أوليمبيو سيبريانو على موقع كرة السلة الأوروبية.كوم (الإنجليزية)
- أوليمبيو سيبريانو على موقع ريلجم (الإنجليزية)
- أوليمبيو سيبريانو على موقع بروبوليرز (الإنجليزية)
- أوليمبيو سيبريانو على موقع سبورتس رفرنس (الإنجليزية)
- أوليمبيو سيبريانو على موقع أوليمبيديا (الإنجليزية)